# Смелянский электромеханический завод
Общество с ограниченной ответственностью «Смеля́нский электромеханический завод (ООО"СЭМЗ") — промышленное предприятие в городе Смела Смелянского района Черкасской области Украины.

## История

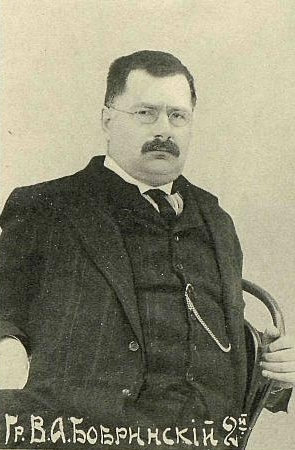
Основатель завода граф В. А. Бобринский

Завод основан 5 октября 1876 года как Большие бобринские мастерские для ремонта паровозов и вагонов. 
В 1920-х годах проведена коренная реконструкция, в 1928 году предприятие преобразовано в паровозовагоноремонтный завод, который ремонтировал также и вагоны, выпускал чугунное литьё для запасных частей.
В ходе Великой Отечественной войны в связи с приближением к городу линии фронта завод был эвакуирован на Алатырский механический завод и Канашский вагоноремонтный завод. В течение февраля—декабря 1944 года завод был восстановлен, и в этом же году он был переименован в паровозоремонтный. В 1945 году ремонт вагонов прекращён.
В 1960-х годах проведена реконструкция, и завод без остановки производства стал ремонтировать электрические машины тепловозов. В 1963 году ремонт паровозов прекращён, завод стал называться Смелянский электромеханический завод.
В 1976 году за высокие производственные достижения и в связи с 100-летием со дня образования завод награждён орденом «Знак Почета».
15 февраля 1995 года на конференции трудового коллектива принято решение о создании открытого акционерного общества «Смелянский электромеханический завод».
По результатам работы за 1998 год балансовая прибыль в целом по заводу определялась в размере 606,6 тыс. грн. в том числе убытки и потери, связанные с отпуском и расчетами по теплоэнергии, составили сумму около 400 тыс. грн., убытки по гостиничному комплексу составили 36.7 тыс. грн.
В 2006—2007 годах на предприятии освоен выпуск пяти новых типов электродвигателей.
Начавшийся в 2008 году экономический кризис осложнил положение предприятия, 2008 год завод завершил с убытком 3,091 млн. гривен.
Планами предприятия было предусмотрено дальнейшее расширение номенклатуры изготавливаемых электрических машин как для железнодорожного тягового подвижного состава, так и для техники промышленного назначения.
С 2020 года завод построил новый цех по изготовлению колесно моторных блоков, а также делает ремонт более 200 типов электрических машин.

## Продукция
По состоянию на 2020 год завод функционирует в полную силу, производит ремонт тяговых электродвигателей, главных генераторов, двухмашинных агрегатов и других вспомогательных машин. На заводе освоен выпуск тяговых электродвигателей и запасных частей для подвижного состава, среди которых тяговые электродвигатели:

### СТК-45
предназначен для рудничных электровозов сцепной массой 14 тонн типа К-14, К-14М, К-14КР
- мощность – 35 кВт;
- напряжение – 250 В;
- ток – 162 А;
- частота вращения – 1480/4000 об/мин;
- КПД – 86 %;

### СТК-405
предназначен для тепловоза М62, 2М62, 2ТЭ10, 2ТЭ116, ТЭМ2.
- мощность – 414 кВт;
- напряжение – 506/700 В;
- ток – 890 А;
- частота вращения – 600/2320 об/мин;
- КПД – 92 %;

### СТК-520
предназначен для тяговых агрегатов для горных разработок ОПЭ 1АМ, ПЭ 2У.
- мощность – 520 кВт;
- напряжение – 1475 В;
- ток – 380 А;
- частота вращения – 670 об/мин;
- КПД – 93 %;

### СТК-730
предназначен для грузового электровоза постоянного тока ДЭ-1 «Украина».
- мощность – 730 кВт;
- напряжение – 1500 В;
- ток – 520 А;
- частота вращения – 860 об/мин;
- КПД – 93,1 %;

### ДТК-800
для электровозов ЭП2К производства Коломенского завода или 2ЭЛ5 Луганского завода.
- мощность – 720/800 кВт;
- напряжение – 1870 В;
- ток – 510/565 А;
- частота вращения – 980/945 об/мин;
- КПД – 94,5 %;

### СТК-810
для электровоза 2ЭС6 который выпускается в городе Верхняя Пышма Уральским заводом железнодорожного машиностроения
- мощность – 810 кВт;
- напряжение – 1500 В;
- ток – 580 А;
- частота вращения – 1800 об/мин;
- КПД – 93,1 %;

### СТА-1200
предназначен для грузопассажирского электровоза переменного тока ДС-3 с частотной системой управления, разработанной фирмой Siemens.
- мощность – 1200 кВт;
- напряжение – 1870 В;
- ток – 450 А;
- частота вращения – 1138 об/мин;
- КПД – 96,2 %;

### СТК–650У1
Также 12 октября 2012 года на официальном сайте ООО "СЭМЗ" появилась информация о освоении производства тягового электродвигателя СТК – 650У1   – предназначен для привода колесных пар тяговых агрегатов пульсирующего тока эксплуатирующихся на открытых горных разработках. Назначение: промышленные тяговые агрегаты: НП1, со следующими техническими характеристиками:
- мощность – 650 кВт;
- напряжение – 1020 В;
- ток – 705 А;
- частота вращения – 470 об/мин;
- степень возбуждения -  0,95 %;
- КПД – 91,6 %;
- класс изоляции – Н.